# Parafia Matki Bożej Częstochowskiej w Lubieniu Wielkim
Parafia Matki Bożej Częstochowskiej w Lubieniu Wielkim − parafia rzymskokatolicka znajdująca się w archidiecezji lwowskiej w dekanacie Gródek.

Terytorium parafii obejmuje miejscowości: Lubień Wielki, Bircze, Kosowiec, Lubień Mały, Piaski, Malowanka, Porzecze Zadwórne, Porzecze, Porzecze Gruntowe, Kalinka Wielka, Lubowice, Małkowice.